# Euphorbia nyikae
Euphorbia nyikae là một loài thực vật có hoa trong họ Đại kích. Loài này được Pax ex Engl. mô tả khoa học đầu tiên năm 1895.